# Цыбасов, Игорь Вячеславович
Игорь Вячеславович Цыбасов (2 февраля 1936, Барнаул — 11 мая 2019, Новосибирск) — пилот гражданской авиации, командир экипажа, командир летного отряда, Герой Социалистического Труда (1971).

## Биография
В 1947 году с родителями переехал в г. Новосибирск.
В 1955 — окончил Новосибирский аэроклуб. В 1957 году, после окончания 160-го военного авиационного училища летчиков, был направлен для прохождения службы в Тихоокеанский флот в отдельную авиаэскадрилью корабельных вертолетов Ка-15.
После увольнения в запас в 1960 году работал пилотом гражданской авиации в Новосибирском объединённом авиаотряде, летал на Ка-15 и Ми-1. В 1963 году, освоив вертолет Ми-4, был назначен командиром экипажа. В 1964 — был направлен в Колпашевский объединённый авиаотряд командиром вертолета Ми-8. В 1969 году назначен командиром авиационного звена, затем — командиром Александровской авиационной эскадрильи, а с созданием летного отряда — его командиром.
Летный экипаж Цыбасова обладал высоким профессионализмом, проявлял мужество и мастерство в аварийных ситуациях. Так, в мае 1969 года, в рабочем рейсе на Ми-8, после высадки девяти пассажиров, на взлете над буровой площадкой его вертолет вдруг стал вращаться вокруг своей оси (в хвостовой части произошёл обрыв тросов управления рулевым винтом). Никакие усилия не могли остановить вращение машины. Чтобы спасти машину и находившихся под ней на земле людей, Цыбасов резко придал машине крен вправо, поскольку она вращалась влево, быстро стал набирать скорость с энергичным подъёмом. После набора скорости до 200 км/ч летчику удалось встречным потоком воздуха стабилизировать положение вертолета. Через час, уже на аэродроме, он произвел посадку на скорости 110 км/ч, выключив двигатели в момент касания земли. На тормозах машина пробежала ещё около 100 метров и остановилась на самом краю посадочной полосы. Так благодаря выдержке и профессиональным действиям Цыбасова удалось избежать гибели людей и вертолета.
В феврале 1972 года стал первым командиром Стрежевского объединённого авиаотряда. В марте 1978 года освобожден от обязанностей командира Стрежевского объединённого авиаотряда — начальника аэропорта в связи с переводом его на работу командиром Новосибирского объединённого авиаотряда — начальником аэропорта. В 1982 году окончил Академию гражданской авиации. В 1985—1990 — пилот инструктор учебно-тренировочного центра. С 1990 — на пенсии.
15 июня 1971 года неопубликованным Указом Президиума Верховного Совета СССР «за выдающиеся успехи в выполнении заданий пятилетнего плана по перевозке пассажиров воздушным транспортом, применению авиации в народном хозяйстве страны и освоении новой авиационной техники» командиру 244 летного отряда Колпашевского ордена Трудового Красного Знамени объединённого авиаотряда Западно-Сибирского управления гражданской авиации Цыбасову И. В. присвоено звание Героя Социалистического Труда.
Ушел из жизни 11 мая 2019 года, Похоронен на Аллее Почёта городского Заельцовского кладбища.

## Награды
Награждён золотой медалью «Серп и Молот», орденом Ленина, медалью, знаками «Ударник коммунистического труда», «Заслуженный пилот СССР» (1983), «Отличник Аэрофлота».

## Память
В 2009 году руководством новосибирского авиапредприятия «Ельцовка» было принято решение о присвоении вертолету МИ-8 МТВ-1 с бортовым номером 06135 имени «Игорь Цыбасов».
В музее в здании Западно-Сибирского управления гражданской авиации в 2017 году открыт стенд, посвящённый Герою Социалистического Труда, сибирскому авиатору И. В. Цыбасову